# 井家荘
井家荘（いのいえのしょう）は、加賀国加賀郡にあった荘園。現石川県金沢市北部から河北郡津幡町にかけて位置した。井上荘（いのうえのしょう）とも呼ばれる。

## 歴史
建久2年（1292年）10月の長講堂所領注文（島田文書）では、井家荘は後白河院領の一つとして、長講堂領に編入されていた。
井家荘の領家職は後白河院の側近・平業兼であり、子息の業光、業光の娘・治部卿局（光蓮）へと相伝された。治部卿局が吉田経俊に嫁ぐと、坊城俊定・定資父子に相伝された。そして、定資が子息・勧修寺経顕に譲与したことで、井家荘は勧修寺家の所領となった。
鎌倉時代末期から南北朝時代にかけて、勧修寺家の井家荘は隣接する小坂荘の領家である二条家の圧迫を受けるようになった。さらに、室町幕府の将軍・足利義満が二条良基に対し、井家荘の半済を臨時で認めたことにより、勧修寺家と二条家の間で井家荘をめぐる係争が続くようになった。
戦国時代になると、勧修寺政顕・尚顕父子は直務支配のため、応仁の乱で荒廃した京都を離れ、政顕が約20年、尚顕が約10年間、井家荘に滞在した。尚顕の子息・尹豊もこの地に下向しようとしたが、後奈良天皇が朝廷の職務に専念するように求めたため、下向を思いとどまっている。
永禄13年（1570年）3月、勧修寺晴右と二条晴良との間に起きた井家荘領有をめぐる争いの調停が、将軍・足利義昭のもとに依頼されると、義昭は晴良を越前に亡命していた時より自身に従っていたことを理由に勝訴とした一方で、晴右を足利義栄に参仕したという理由で敗訴とした。なお、正親町天皇が晴右に荘園を安堵する裁決を下していたにもかかわらず、義昭はその勅命を無視して、晴良に安堵する形をとった（『言継卿記』、『晴右公記』永禄13年3月20日条）。
元亀元年11月6日の勧修寺晴右の書状を最後に、井家荘は史料に見えなくなった。